# Bataille d'Héraklion
Seconde Guerre mondiale
La bataille d'Héraklion, qui s'inscrit dans le cadre de la bataille de Crète, se déroule pendant la Seconde Guerre mondiale sur l'île grecque de Crète, du 20 au 30 mai 1941. Les forces britanniques, australiennes et grecques de la 14e brigade d'infanterie, sous le commandement du brigadier Brian Chappel, défendent le port d'Héraklion ainsi qu'un aérodrome face à une attaque de parachutistes allemands, menée par le 1er régiment de parachutistes de la 7e division aérienne, dirigé par le colonel Bruno Bräuer.
L'attaque d'Héraklion, qui a lieu dans l'après-midi du 20 mai, s'inscrit dans une série de quatre opérations aéroportées menées par les forces allemandes contre la Crète ce jour-là. Ces offensives sont précédées de frappes ciblées sur l'aérodrome de Maleme et le port principal de La Canée, situés à l'ouest de l'île, au cours de la matinée. L'avion chargé de déployer les assaillants du matin doit également parachuter le 1re régiment au-dessus d'Héraklion plus tard dans la journée. Malgré une planification minutieuse, des carences en matière de coordination et de stratégie ont considérablement amoindri l'efficacité de l'opération. L'assaut, privé d'appui aérien rapproché et étalé sur plusieurs heures, a perdu tout son potentiel de surprise et de synchronisation tactique. À la fin de la journée, certaines unités ne sont même pas encore arrivées sur le terrain. Les troupes allemandes parachutées près d'Héraklion subissent des pertes significatives, en raison des tirs ennemis au sol et des difficultés rencontrées lors de leur atterrissage. Par ailleurs, celles qui sont larguées à distance de la cible sont attaquées par des civils crétois armés. L'offensive allemande initiale se solde par un cuisant échec, et la tentative de reprendre l'avantage le lendemain se heurte à une résistance tout aussi déterminée, confirmant l'inefficacité de leur stratégie d'attaque. Les combats s'enlisent alors dans une impasse.
Un bataillon de la 5e division de montagne allemande a pour tâche d'apporter un soutien maritime aux parachutistes d'Héraklion. Cette unité est équipée d'artillerie ainsi que de canons antiaériens, renforçant ainsi sa capacité d'intervention. Cependant, son avancée est compromise par un détour imprévu vers Máleme, où la division se retrouve finalement intercepté par une escadre navale britannique. Le Generalleutnant Kurt Student, commandant en chef des forces allemandes, intensifie alors ses efforts en concentrant toutes ses ressources sur la bataille de l'aérodrome de Maleme, que ses troupes parviennent à remporter.
Dans ce contexte tendu, le général Archibald Wavell, à la tête des forces alliées au Moyen-Orient, ordonne l'évacuation de la Crète le 27 mai. La nuit du 28 au 29 mai, la 14e brigade est évacuée par des navires de guerre alliés, mais cette opération ne se déroule pas sans difficultés. Lors de leur retour vers Alexandrie, deux destroyers sont coulés et deux croiseurs subissent des dommages importants. Les pertes alliées s'élèvent à plus de 440 militaires tués, 250 blessés et 165 prisonniers.
Les conséquences de cette campagne sont lourdes pour les Allemands, qui, confrontés à des pertes significatives, décident de renoncer à mener d'autres opérations aéroportées à grande échelle durant le reste du conflit.

## Contexte
La Grèce s'engage dans la Seconde Guerre mondiale à la suite de l'invasion italienne qui débute le 28 octobre 1940. En réponse à cette agression, un corps expéditionnaire britannique et du Commonwealth est déployé pour soutenir les forces grecques, qui atteint au final un effectif de plus de 60 000 soldats. Simultanément, les troupes britanniques établissent leur présence en Crète, permettant à la 5e Division Crétoise grecque de contribuer activement à l'effort de guerre sur le continent. Cette stratégie se révèle cruciale pour les Britanniques, car la Crète possède des ports stratégiques le long de sa côte nord, essentiels pour leurs opérations maritimes,. Les forces grecques réussissent à repousser les Italiens sans le soutien immédiat du corps expéditionnaire, témoignant ainsi de leur détermination et de leur résilience. Cependant, en avril 1941, six mois après l'échec de l'invasion italienne, une offensive allemande frappe la Grèce continentale, entraînant le retrait du corps expéditionnaire. À la fin avril, la Royal Navy parvient à évacuer 57 000 soldats alliés. Parmi eux, certains sont redéployés en Crète pour renforcer la garnison, bien que la majorité ait perdu leur équipement lourd durant les combats.
La planification de l'invasion de la Crète résulte de considérations stratégiques complexes au sein du commandement militaire allemand. L'Oberkommando des Heeres (OKH), état-major de l'armée de terre allemande, manifeste initialement des réserves significatives concernant cette opération, principalement en raison de l'imminence de l'opération Barbarossa, l'invasion programmée de l'Union soviétique. En contraste, Adolf Hitler et le commandement de la Luftwaffe perçoivent un intérêt stratégique majeur dans la conquête de l'île. Dans sa directive no  28, datée du printemps 1941, Hitler ordonne explicitement l'invasion de la Crète, argumentant que l'île constituerait une plateforme aérienne stratégique contre les forces britanniques en Méditerranée orientale. La directive précise que l'opératin doit être conduite en mai 1941, sans compromettre les préparatifs de la campagne à l'Est.

## Forces en présence

### Les Alliées

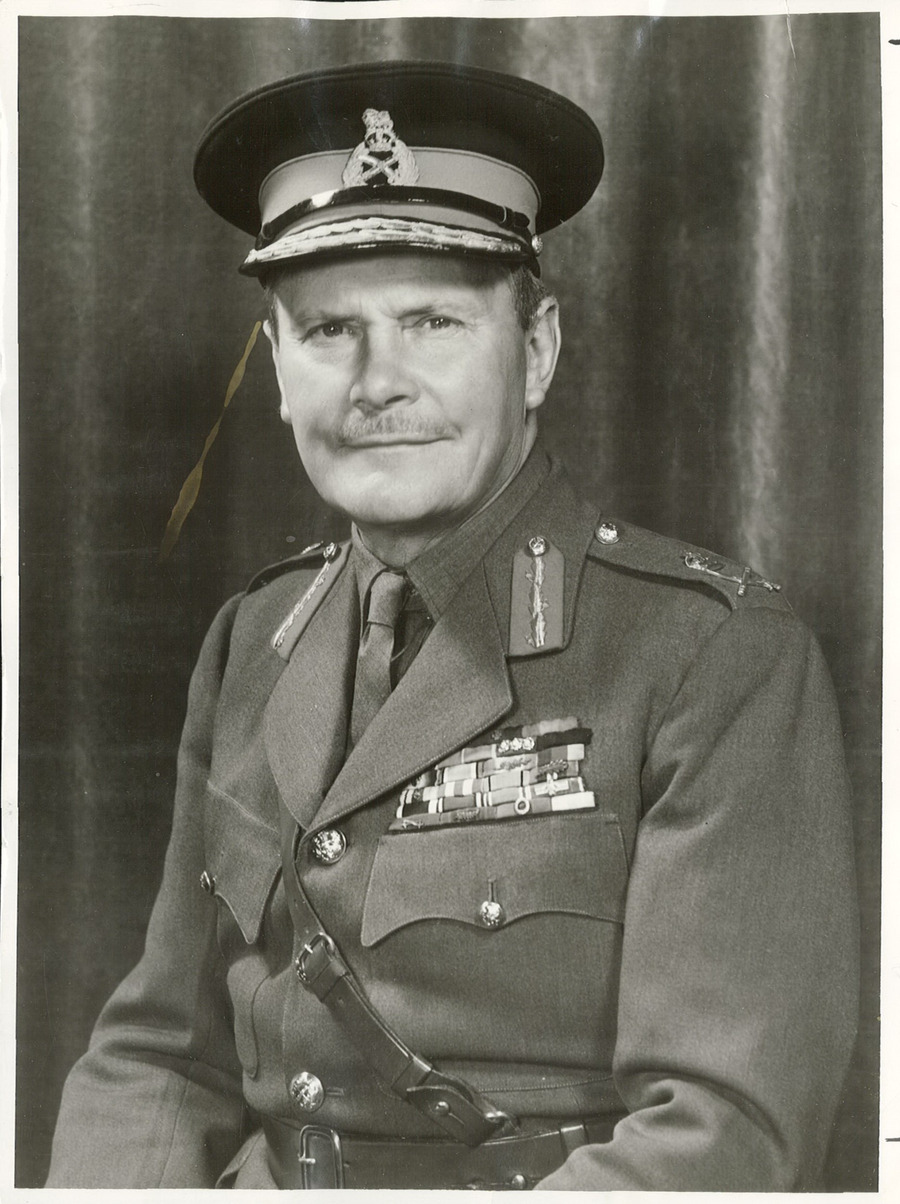
Le major général Bernard Freyberg, commandant en chef des forces alliées en Crète.

Le 30 avril 1941, le major général Bernard Freyberg, qui vient d'être évacué de la Grèce continentale avec la 2e division néo-zélandaise, est désigné comme commandant en chef des forces alliées en Crète. À son arrivée, il constate avec inquiétude le manque critique d'armes lourdes, d'équipements, de fournitures et de moyens de communication,. Cette situation est d'autant plus alarmante qu'il est difficile de se procurer du matériel en Méditerranée, et particulièrement sur l'île de Crète. Au cours des sept mois précédents, les forces britanniques en Crète traversent une période d'instabilité marquée par le changement fréquent de commandants, avec pas moins de sept dirigeants différents qui se sont succédé. De plus, jusqu'à ce mois d'avril 1941, aucune unité de la Royal Air Force n'est stationnée de façon permanente sur l'île. Malgré cela, des efforts considérables sont déployés pour renforcer la présence militaire, notamment à travers la construction d'un aérodrome, l'établissement de sites radar et la livraison de matériel. Début avril, les aérodromes de Máleme et d'Héraklion, ainsi que la piste d'atterrissage de Réthymnon, tous situés sur la côte nord, deviennent opérationnels. De plus, une nouvelle piste à Pediáda-Kastélli est presque achevée, illustrant les efforts déployés pour améliorer les capacités aériennes de l'île.
L'infrastructure aéroportuaire crétoise présente des caractéristiques techniques et stratégiques significatives durant la Seconde Guerre mondiale. Parmi les sept aérodromes de l'île, celui d'Héraklion se distingue par son équipement unique, notamment sa piste en béton et ses murs para-souffle destinés à protéger les aéronefs stationnés. Malgré ces installations, l'aménagement demeure largement improvisé. À titre d'exemple, les réserves de carburant sont positionnées en dehors du périmètre défensif, compromettant potentiellement la sécurité opérationnelle. Une station radar est implantée sur la crête d'Ames, située au sud-est de l'aérodrome. Ce dispositif souffre toutefois de déficiences critiques en termes de fiabilité des communications. Le 29 avril 1941, la situation militaire alliée sur l'île se caractérise par un déploiement rapide mais contraint. Sur les 47 000 soldats du Commonwealth évacués de Grèce continentale, 27 000 sont acheminés vers la Crète dans des conditions précaires, majoritairement dépourvus d'équipements substantiels. La composition des forces alliées totalise 32 000 combattants, comprenant 18 000 soldats du Commonwealth maintenus sur l'île, 14 000 soldats de la garnison préexistante et 10 000 soldats grecs.
La défense d'Héraklion est assurée par la 14e brigade d'infanterie britannique, commandée par le brigadier Brian Chappel. Cette unité comprend principalement trois bataillons : le 2e bataillon du régiment York and Lancaster (742 hommes), le 2e bataillon du Black Watch (867 hommes) et le 2/4e bataillon australien (550 hommes), temporairement rattaché. À la suite de l'avancée des forces allemandes en Grèce continentale, les hommes du 2/4e bataillon sont évacués et réacheminés vers l'île de Crète. Leur arrivée sur l'île intervient le 27 avril 1941, dans un contexte de repli stratégique des forces alliées face à l'offensive de l'Axe. Dans la nuit du 15 au 16 mai, quatre jours avant l'engagement, la brigade est renforcée par le 2e bataillon du régiment de Leicester (637 hommes),, transporté d'Alexandrie par les croiseurs HMS Gloucester (C62) et HMS Fiji (58). Des unités d'appoint complètent ce dispositif, notamment 450 artilleurs, deux régiments grecs de taille bataillonnaire et un bataillon de dépôt grec en formation. L'équipement militaire inclut la 234e batterie du 68e régiment d'artillerie, dotée de 13 canons de campagne italiens capturés, la 7e batterie antiaérienne, cinq chars d'infanterie lourds, six chars légers et diverses unités de soutien. L'arsenal comprend également deux pièces d'artillerie supplémentaires et 14 canons anti-aériens de différents calibres,. L'effectif total défendant Héraklion s'élève à environ 7 000 hommes, dont approximativement 2 700 soldats grecs, constituant un dispositif défensif hétérogène mais déterminé.

### Les Allemands

#### Généralité

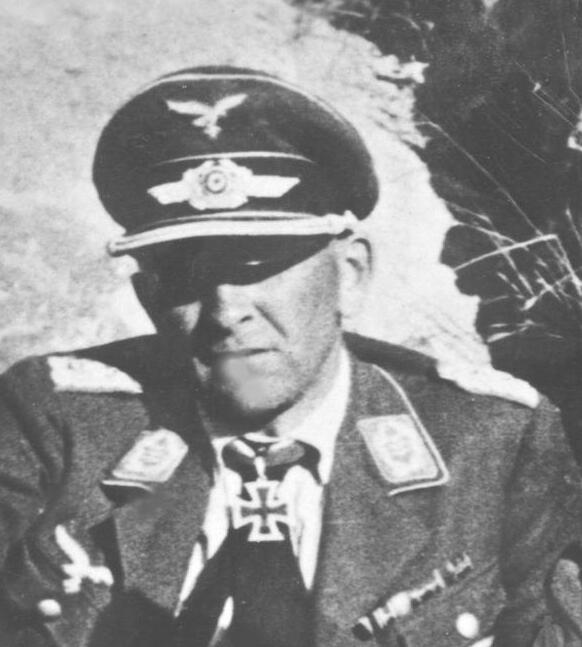
L'oberst Bruno Bräuer, commandant en chef des forces allemandes qui envahissent Héraklion.

L'invasion allemande de la Crète, dénommée opération Mercure (Unternehmen Merkur), est planifiée et exécutée par la 12e armée sous le commandement du generalfeldmarschall Wilhelm List. Le dispositif militaire allemand repose principalement sur deux éléments stratégiques : le 8e corps aérien et le 11e corps aérien (XI Fliegerkorps). Le 8e corps aérien fournit un appui aérien rapproché avec un arsenal de 570 avions de combat. Les forces terrestres comprennent la 7e division aérienne, incluant le régiment d'assaut aéroporté (Luftlande-Sturm-Regiment), et la 5e division de montagne, totalisant un effectif de 22 000 hommes. Le Generalleutnant Kurt Student, commandant du 11e corps aérien, supervise le contrôle opérationnel global de l'attaque. Le dispositif logistique implique le déploiement de plus de 500 avions de transport Junkers Ju 52, configurés pour le transport de troupes et de matériel. Dans le cadre de l'opération Mercure, Kurt Student conçoit une stratégie d'invasion de la Crète reposant sur une séquence tactique complexe. Le plan prévoit quatre assauts aéroportées successifs de la 7e division aérienne allemande contre les positions alliées de la côte nord crétoise. Le dispositif opérationnel implique un déploiement multimodal de la 5e division de montagne, combinant des transports aériens et maritimes. Cette approche logistique permet non seulement l'acheminement des troupes mais aussi le transfert du matériel lourd, garantissant une capacité de projection et de soutien militaire optimale.
L'offensive allemande sur Héraklion illustre une opération militaire complexe impliquant des unités aéroportées d'élite. Le dispositif tactique germanique est composé du 1er régiment de parachutistes (Fallschirmjäger), du 2e bataillon du 2e régiment de parachutistes et d'un bataillon de mitrailleuses antiaériennes, tous issus de la 7e division aérienne de la Luftwaffe,. Cette force totalisant environ 3 000 combattants est placée sous le commandement du oberst Bruno Bräuer. Les services de renseignement allemands estiment préalablement que les forces alliées en Crète s'élèvent à 5 000 hommes, avec une garnison d'Héraklion de 400 soldats. La stratégie précédant l'invasion repose sur une campagne de bombardements systématiques visant à neutraliser les capacités défensives alliées. Cette approche conduit à la destruction de 29 des 35 chasseurs britanniques stationnés sur l'île, contraignant la Royal Air Force à redéployer ses moyens aériens vers la base d'Alexandrie en Égypte,.

#### Les parachutistes
La conception des parachutes allemands et leur mécanisme d'ouverture révèlent des contraintes opérationnelles significatives pour les parachutistes durant la Seconde Guerre mondiale. Le système de suspentes statiques, permettant l'ouverture automatique des parachutes lors du saut, présente des vulnerabilités techniques potentielles liées aux risques d'encrassement. Pour pallier ces limitations techniques, chaque parachutiste porte une combinaison spécifique par-dessus ses sangles et son équipement, ce qui restreint considérablement sa capacité de transport d'armement. Cette configuration impose des limitations matérielles strictes, autorisant uniquement le transport de petit armement comme les pistolets et les grenades à main lors de la phase de saut. Les équipements plus lourds et substantiels — fusils, armes automatiques, mortiers, munitions, vivres et réserves d'eau — sont systématiquement largués dans des conteneurs distincts. Cette méthode de déploiement, bien que complexe, permet d'optimiser la mobilité initiale des troupes aéroportées tout en assurant l'acheminement du matériel nécessaire. Durant la phase initiale de leur intervention, les parachutistes allemands se trouvent ainsi temporairement limités à un armement léger, devant rapidement récupérer leurs équipements pour établir une capacité défensive et offensive complète.
La configuration technique des parachutes impose aux parachutistes une méthode de saut unique, exécutée tête la première et impliquant un atterrissage spécifique à quatre pattes. Cette approche atypique, conçue pour minimiser les risques mécaniques liés aux lignes statiques, engendre paradoxalement des conséquences physiologiques significatives, notamment une fréquence élevée de traumatismes aux poignets. Par ailleurs, les parachutistes se trouvent dans l'impossibilité de maîtriser leur trajectoire de chute ou d'orienter précisément leur point de réception au sol. La doctrine militaire allemande définit des paramètres de déploiement extrêmement précis : une altitude maximale de 120 mètres, une limitation des vents à 23 km/h, garantissant une proximité optimale avec les conteneurs d'armement. Les Junkers Ju 52 trimoteurs, vecteurs principaux de ces opérations, doivent évoluer de manière rectiligne, à basse altitude, exposant significativement l'appareil aux tirs ennemis. Chaque aéronef transporte un groupe de 13 parachutistes, leurs équipements et armements étant arrimés sur des supports externes, manifestant une approche logistique d'une grande rationalité militaire.

## Stratégies des belligérants

### Défense alliée
Sous le commandement du colonel Chappel, le dispositif défensif britannique autour d'Héraklion comprend trois unités grecques déployées dans les zones ouvertes à l'ouest et au sud de la ville,, protégée par des fortifications modernes. À l'est de la ville, Chappel positionne successivement le 2e bataillon du York and Lancaster Regiment, le 2e bataillon des Leicester Regiment et le 2/4th Battalion. Le 2/4th Battalion est stationné sur deux collines stratégiques, localement désignées sous le nom de « Charlies », afin de surveiller l'aérodrome. À l'est, le 2e bataillon du Black Watch se déploie entre les Charlies et la mer, occupant East Hill, point dominant simultanément la route côtière et l'aérodrome, situé à approximativement 5 kilomètres du centre-ville. Les unités d'artillerie de campagne sont positionnées à l'est d'Héraklion, en soutien des bataillons de première ligne. Dix canons antiaériens Bofors complètent le dispositif, disposés stratégiquement autour de l'aérodrome. L'ensemble des unités sont soigneusement retranchées et camouflées.

### Assaut des Allemands
La stratégie opérationnelle allemande prévoit un déploiement aéroporté coordonné le 20 mai 1941. Le plan initial consiste à faire atterrir deux régiments de parachutistes renforcés par des unités de planeurs sur deux zones stratégiques de l'ouest crétois : l'aérodrome de Maleme et les abords du port principal de La Canée. La phase subséquente du déploiement prévoit des largages complémentaires sur les aérodromes de Réthymnon et Héraklion dans l'après-midi de la même journée.
Le commandant Bräuer élabore un plan tactique détaillé pour l'assaut aéroporté sur Héraklion, anticipant une résistance militaire inférieure aux estimations initiales. Sa stratégie comprend plusieurs phases d'intervention : Le 2e bataillon du 1er régiment de parachutistes (II/1), renforcé par une compagnie de mitrailleuses antiaériennes, doit atterrir en deux groupes distincts sur et autour de l'aérodrome, avec pour objectif prioritaire sa capture rapide. Le 3e bataillon du même régiment (III/1) est chargé d'atterrir dans les zones ouvertes au sud-ouest d'Héraklion, de se regrouper rapidement et de prendre la ville par une manœuvre de surprise. Le 2e bataillon du 3e régiment de parachutistes (II/3) doit se poser immédiatement à l'ouest du III/1, créant ainsi une zone de déploiement continue. Bräuer lui-même, à la tête du 1er bataillon (I/1), constitue la réserve stratégique, positionnée à 8 kilomètres à l'est du dispositif principal. Le plan d'ensemble prévoit, après la capture de l'aérodrome et de la ville, une progression vers l'ouest, en direction des positions allemandes, avec une potentielle jonction à Réthymnon, tout en maintenant un écran de reconnaissance vers l'est.

## Bataille

### Assaut initial

Disposition des forces alliées et zones de largage des troupes allemandes, le 20 mai 1941.

Le matin du 20 mai 1941, les opérations aéroportées allemandes se déroulent partiellement selon le plan initial, avec des assauts simultanés sur l'aérodrome de Maleme et La Canée. Les avions de transport Junkers Ju 52 regagnent ensuite la Grèce continentale afin de préparer les missions de largage programmées sur Réthymnon et Héraklion dans l'après-midi. Cependant, plusieurs complications logistiques et opérationnelles viennent perturber le déploiement tactique. Les aérodromes aménagés à la hâte sont rapidement recouverts de nuages de poussière soulevés par les moteurs des aéronefs, compromettant significativement les conditions de navigation au sol. Cette situation dégrade les performances opérationnelles, réduisant les vitesses de roulage et augmentant les risques d'accident lors des phases de décollage et d'atterrissage. Plusieurs Junkers Ju 52, déjà endommagés par les tirs défensifs alliés, doivent être remorqués hors des pistes après des atterrissages en catastrophe. Le ravitaillement en carburant, effectué manuellement, s'avère particulièrement chronophage, s'écartant substantiellement des prévisions initiales. Conscient des retards potentiels pour l'attaque d'Héraklion, le commandant de l'escadre Ju 52, Rüdiger von Heyking, tente de reporter les opérations de soutien aérien. Cependant, les systèmes de communication déficients empêchent la transmission efficace de ces instructions, compromettant la coordination d'ensemble de l'opération.

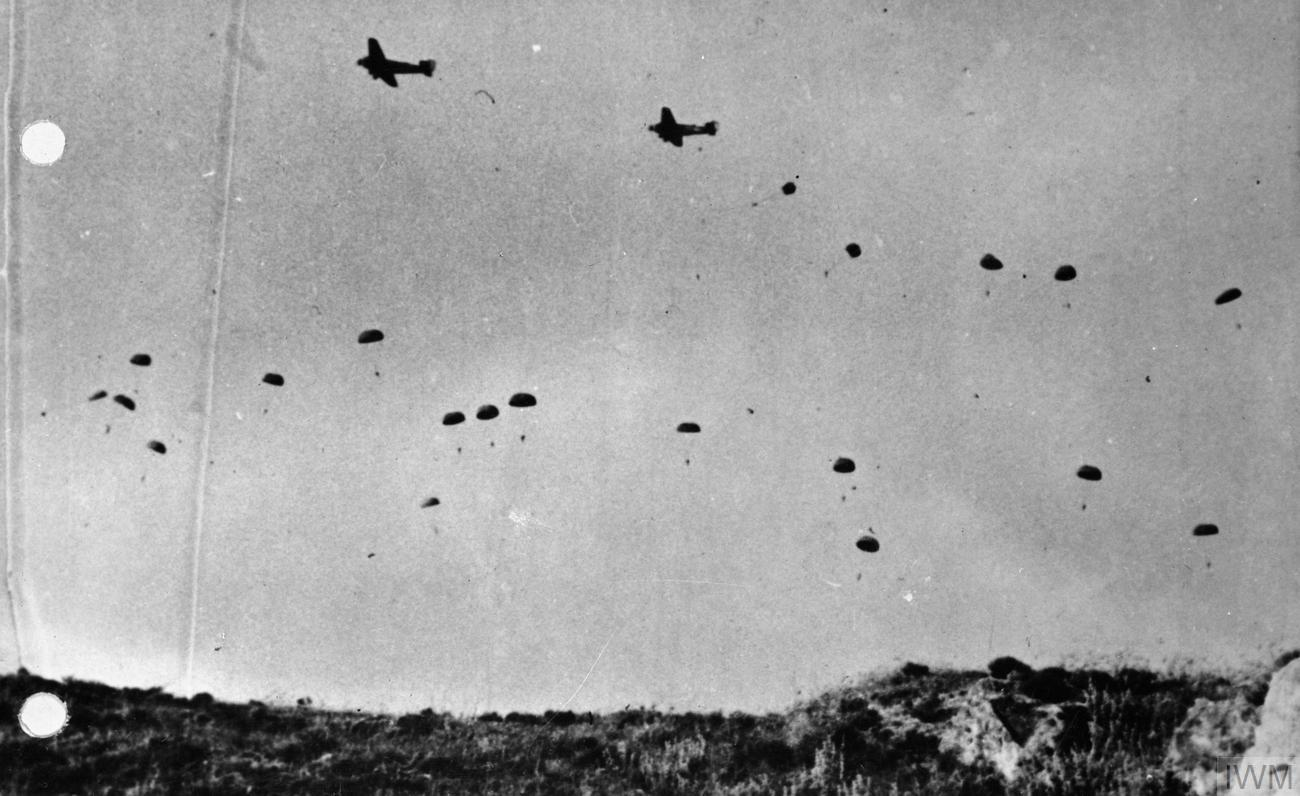
Les parachutistes allemands investissent l'île de Crète, déployant une opération militaire aérienne d'une ampleur significative.

Le 20 mai 1941, une attaque aérienne allemande est déclenchée vers 16 h, visant à neutraliser les défenses alliées avant le largage des parachutistes. Alors que les bombardements allemands s'intensifient, les forces alliées reçoivent l'instruction de ne pas riposter, ce qui complique considérablement pour les Allemands l'identification de leurs cibles. Par ailleurs, le recours au camouflage et l'établissement de positions défensives solides par les forces alliées réduisent significativement l'efficacité des bombardements. L'attaque allemande a également pour objectif de fournir un soutien aérien rapproché lors du largage des parachutistes. En effet, dans l'éventualité où les bombardiers et les chasseurs se retrouvent à court de carburant, ils peuvent quitter la zone avant l'arrivée des avions de transport. Malheureusement, en raison d'une panne de communication sans fil, la 14e brigade ignore l'assaut aéroporté qui se déroule ce matin-là dans l'ouest de la Crète. De surcroît, elle ne parvient pas à établir de lien entre l'intensité inhabituelle du raid aérien et la possibilité d'un assaut aéroporté des troupes. Vers 17 h 30, les Ju 52 entament leur mission de largage le long de la côte. Volant à basse altitude, ces avions de transport deviennent des cibles vulnérables pour l'artillerie et l'infanterie alliée. Les Australiens rapportent avoir réussi à tuer des parachutistes allemands durant leur descente, provoquant des pertes massives. Le bataillon II/1, largué près de l'aérodrome, subit un échec cuisant. Intercepté par l'infanterie du Black Watch et des chars avant même de pouvoir riposter efficacement,, le bataillon perd 400 hommes en moins de trente minutes. Les survivants sont contraints à un repli stratégique vers Ames Ridge et le long de la côte.
Durant les combats à Héraklion, le bataillon allemand III/1 subit des pertes significatives à la suite des bombardements antiaériens alliés à l'ouest de la ville. Immédiatement après le débarquement, des unités militaires grecques et des civils armés contre-attaquent les forces allemandes au sol. Après avoir épuisé leurs munitions, les défenseurs crétois sont progressivement submergés par l'avancée allemande. Les fortifications urbaines, composées de vieux murs, ralentissent initialement la progression des troupes allemandes, qui manquent d'équipements de siège tels que l'artillerie lourde et les explosifs nécessaires pour percer les défenses. Les forces allemandes concentrent leur assaut sur les points d'entrée de la ville et parviennent à pénétrer en deux groupes tactiques. Des combats urbains intenses et rapprochés s'ensuivent, se poursuivant jusqu'aux premières heures de la nuit. Le major Karl-Lothar Schulz, commandant du bataillon III/1, tente de coordonner ses unités dans le secteur sud de la ville. Cependant, en raison de la configuration complexe des rues étroites, il ne peut rassembler la totalité de ses effectifs. Certains groupes isolés parviennent néanmoins à atteindre la zone portuaire et, finalement, Schulz se replie avec les troupes qu'il peut réunir.
Le bataillon II/2 effectue un déploiement partiel à l'ouest, ne représentant qu'une fraction de ses effectifs. Une partie significative demeure en effet bloquée sur le territoire grec continental. Le lendemain, le commandant Kurt Student réoriente les unités manquantes vers l'aérodrome de Maleme, distant de 160 kilomètres, tandis que le demi-bataillon déjà sur place prend une position stratégique pour contrôler la route côtière menant à Héraklion.

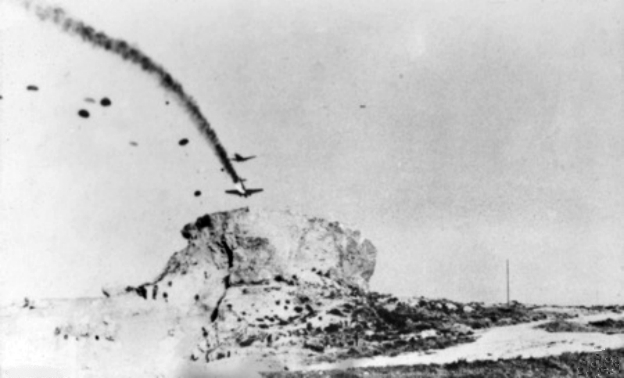
Alors qu'un groupe de parachutistes allemands saute d'un avion de transport Junkers Ju 52 près d'Héraklion, un second Ju 52 est touché par des tirs alliés au sol. L'appareil prend feu et laisse derrière lui une épaisse traînée de fumée.

Le bataillon I/1 allemand effectue un débarquement réussi à 8 kilomètres à l'est d'Héraklion vers 20 h et capture une station radio près du village de Gournes. Bräuer débarque avec cette unité et, malgré l'impossibilité de contacter ses autres bataillons, rapporte que l'attaque progresse « aussi doucement que de la soie ». Il prélève ensuite un peloton et progresse vers l'ouest avec la section du quartier général du régiment. En approchant de la ville, il constate que le bataillon II/1 est presque totalement anéanti et que l'aérodrome reste solidement défendu par les Alliés. Peu après minuit, il transmet cette mise à jour vers la Grèce continentale et lance son peloton isolé dans une attaque contre East Hill. Face au bataillon retranché du Black Watch, l'opération échoue et le peloton se retrouve coupé de Bräuer. Le reste du bataillon ne peut avancer à temps pour soutenir l'attaque, retardé par la récupération des conteneurs d'armement dans l'obscurité et les attaques de civils crétois, qui parviennent à tuer pas moins de 200 Allemands.
En raison du chaos régnant sur les aérodromes grecs, les opérations aériennes allemandes au-dessus d'Héraklion manquent de coordination. Le largage des parachutistes s'étend sur deux à trois heures, offrant une succession de cibles faciles aux canons anti-aériens alliés. À cet instant, aucun chasseur ni bombardier allemand ne vient neutraliser les troupes alliées au sol. Au total, 15 Junkers Ju 52 de la Wehrmacht sont abattus. Avant que les Allemands n'achèvent leur largage,  Brian Chappel engage déjà son bataillon de réserve et ses chars dans une contre-attaque. À la réception du rapport initial de Bräuer, Karl Student ordonne le transport aérien de la 5e division de montagne vers l'aérodrome d'Héraklion le 21 mai. Lorsque le rapport suivant de Bräuer lui parvient, Student comprend que les quatre assauts des parachutistes ont échoué. Déterminé, selon l'historien Callum MacDonald, « à arracher la victoire des mâchoires de la défaite », il réaffecte toutes les ressources disponibles à la capture de l'aérodrome de Maleme, distant de 160 kilomètres à l'ouest d'Héraklion.

### Contingents maritimes
Le 2e bataillon du 85e régiment de montagne (II/85) de la 5e division de montagne, accompagné d'une importante partie de son artillerie et de ses canons antiaériens, est chargé sur des caïques grecs réquisitionnés au Pirée, port d'Athènes. Le convoi navigue vers Milos, escorté par le torpilleur italien Sagittario , et constitue la 2e flottille de voiliers à moteur. La 1re flottille, à destination de Maleme, les accompagne, portant le total à 70 petits navires. Le plan prévoit une traversée de Milos vers la Crète, sous la protection d'une forte escorte aérienne destinée à dissuader toute intervention de la marine britannique. Les services de renseignements alliés détectent et confirment la position de ces navires par observation aérienne. Le 20 mai au crépuscule, la Force C, une escadre navale alliée composée de deux croiseurs, le HMAS Perth (D29) et le HMS Naiad (93), et de quatre destroyers, sous le commandement du contre-amiral Edward King, pénètre dans la mer Égée par le détroit de Kassos, à l'est de la Crète. Leur mission consiste à intercepter les forces qui se dirigent vers Héraklion. Le convoi subit des attaques d'avions et de navires légers italiens au crépuscule. N'ayant trouvé aucune force d'invasion entre Milos et Héraklion, les navires alliés patrouillent au large d'Héraklion jusqu'à l'aube, puis regagnent la Méditerranée. Durant leur trajet de retour, ils sont attaqués par des bombardiers en piqué allemands, mais ne subissent aucune perte,.

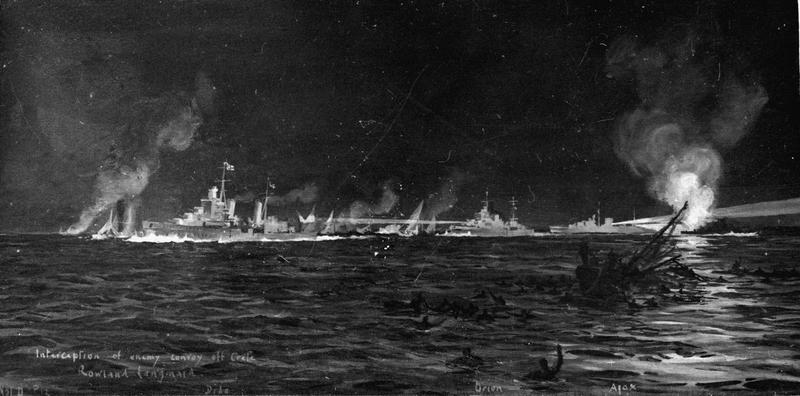
Représentation des croiseurs britanniques interceptant une portion du convoi allemand au nord de la Crète, durant la nuit du 21 au 22 mai.

Le convoi allemand, prudent face aux patrouilles navales alliées, stationnent durant la nuit près de Milos. À l'aube du 21 mai, ils progressent vers le sud. Student a demandé à l'amiral Karlgeorg Schuster de réorienter le convoi d'Héraklion vers Maleme, conformément à sa nouvelle stratégie. Les caïques avancent à environ 6 nœuds (10 km/h), leurs équipages grecs étant suspectés de sous-exploiter la capacité des bateaux. À 10 h, le convoi reçoit une série d'ordres confus et contradictoires concernant son retour à Milos, oscillant entre annulation et confirmation de la manœuvre. Grâce aux interceptions des signaux Ultra, les Alliés déploient la Force D, composée des croiseurs HMS Ajax (22), HMS Orion (85) et HMS Dido (37), ainsi que trois destroyers, sous le commandement du contre-amiral Irvine Glennie. Après avoir subi un bombardement en piqué sans dommage, l'escadre britannique intercepte la 1re flottille de voiliers à moteur vers 22 h 30. Elle attaque la tête du convoi désormais dispersé, alors que le torpilleur italien Lupo est touché à plusieurs reprises et repoussé. Persuadés d'avoir détruit le convoi, les navires britanniques se retirent, permettant à de nombreux caïques de s'échapper. Le bilan s'établit à 297 soldats allemands tués sur une force de 2 000 hommes. Le II/85, amoindri, est ultérieurement transporté par voie aérienne en Crète et combat le soir du 23 mai contre la 5e brigade néo-zélandaise à Galatas.
Les rapports du contretemps entraînent le rappel de la 2e flottille de bateaux à moteur, mais les ordres ne sont transmis qu'à 9 h 30 le 22 mai. Pendant ce temps, la Force C, renforcée par le croiseur antiaérien HMS Carlisle (D67), regagne la mer Égée pour patrouiller au large d'Héraklion. Ne trouvant aucun navire, l'escadron progresse vers l'ouest et intercepte l'escorte principale de la 2e flottille, le torpilleur italien Sagittario, à 10 h 10, à environ 40 km de Milos. Finalement, la 2e flottille et son escorte parviennent à s'échapper sans dommage. Les navires de guerre d'Edward King, bien que n'ayant pas détruit les navires de transport allemands, ont contraint l'Axe à interrompre le débarquement par leur seule présence maritime. King, conscient du manque de munitions antiaériennes et estimant son objectif atteint, ordonne le retrait de la Force C. Lors du repli vers le sud, le Naiad subit de graves dommages et le Carlisle est incendié par des bombardiers allemands. L'amiral Cunningham critique plus tard Edward King, affirmant ironiquement que le seul endroit le plus sûr durant l'attaque aérienne était au centre de la flottille de caïques.

### À partir du deuxième jour
Dans la nuit du 20 au 21 mai, de nombreux parachutistes allemands débarqués autour d'Héraklion sont en mauvaise posture et ont soif. Isolés ou en petits groupes, beaucoup d'entre eux sont blessés. Ils sont en plus traqués par les patrouilles de combat alliées et les civils crétois. Obligés de consommer de l'eau stagnante, certains contractent la dysenterie. Le matin du 21 mai, Bräuer relance l'attaque sur East Hill, espérant soulager le peloton isolé la veille au soir et conquérir une position dominante surplombant l'aérodrome. Les assauts manquent de coordination et échouent, occasionnant de lourdes pertes. Le peloton est finalement massacré par des soldats des forces alliées vers midi. Les attaques aériennes allemandes se renouvellent, mais les Alliés interceptent et dupliquent les signaux de reconnaissance, désorientant les attaquants. Dès lors, les bombardements deviennent inefficaces contre les positions alliées.
À l'ouest d'Héraklion, Karl-Lothar Schulz, percevant des tirs intenses à l'est et informé du bombardement du 8e Corps aérien prévu à 10 h, décide de tenter de capturer la ville. Il sollicite des renforts auprès du bataillon II/2, lequel, ayant appris le détournement de ses éléments vers Maleme et confronté à des bandes de civils crétois armés, ne déploie qu'un seul peloton. Après un bombardement intense d'Héraklion, le bataillon III/1 attaque les positions grecques par les portes sud et ouest, pénètre dans la ville et secourt certains parachutistes isolés la veille. Face aux Grecs qui sont à court de munitions, les Allemands progressent jusqu'au port et initient des négociations de reddition. Avant la mise en œuvre de ces termes, Chappel envoie des renforts qui menacent les flancs allemands et les contraignent à se retirer, tout en acheminant d'importantes quantités d'armements ,,. Le 22 mai, le 3e régiment et des civils grecs armés nettoient les approches ouest et sud d'Héraklion, tandis que le Black Watch sécurise les abords est de l'aérodrome. À la suite de rapports sur l'utilisation de civils comme boucliers humains, le gouverneur militaire grec Michail Linardakis dépêche un émissaire exigeant l'arrêt de ces pratiques, menaçant de représailles contre des prisonniers allemands. Schulz accepte à condition d'une reddition d'Héraklion dans les deux heures, proposition que Linardakis rejette catégoriquement.

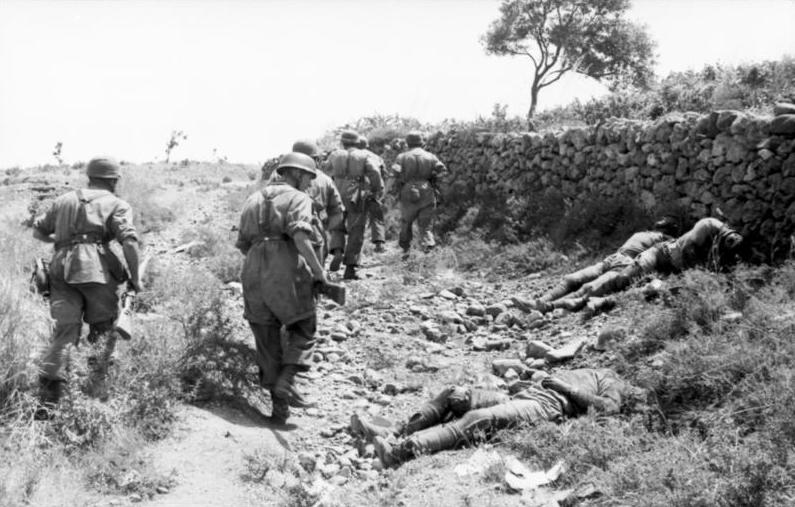
Une patrouille de parachutistes, Héraklion.

Lors du survol des Ju 52, les Alliés cessent le feu et exhibent des panneaux allemands simulant une demande de réapprovisionnement. Désorientés, les pilotes allemands larguent d'importantes quantités d'armements, de munitions et d'équipements, incluant deux motocyclettes avec side-cars, directement sur les positions alliées. Une partie significative de cet équipement est immédiatement distribuée aux miliciens crétois locaux. Le 23 mai, 6 Hawker Hurricane du No. 73 Squadron RAF sont dépêchés d'Égypte vers Héraklion. Plusieurs de ces appareils subissent des dommages à l'atterrissage, et le site manque cruellement de carburant et de munitions. Ils sont retirés dès le lendemain. Le 24 mai, quatre compagnies de parachutistes allemands sont larguées à l'ouest d'Héraklion pour renforcer les positions allemandes. La ville subit des bombardements massifs en représailles de sa résistance des 21 et 23 mai, la réduisant, selon MacDonald, à un « véritable champ de ruines »,. Dans la nuit du 24 au 25 mai, les unités grecques se replient dans la région de Knossos pour se reposer et se réorganiser. La défense d'Héraklion est confiée aux unités du Commonwealth. Le 1er bataillon des Argyll and Sutherland Highlanders, fort de 655 hommes, débarque à Tymbáki le 19 mai. Une partie du bataillon est envoyée à Héraklion le 25 mai, renforçant finalement la 14e brigade avec environ 340 hommes.
Le Middle East Command et le quartier général allié en Crète envisagent que, lors de l'arrivée des Argylls à Héraklion, l'un des bataillons de la 14e brigade se déploiera vers l'ouest en direction de Réthymnon. Brian Chappel, surestimant la force des unités allemandes, maintient la brigade sur ses positions, malgré l'acheminement par voie maritime de quelques chars et pièces d'artillerie vers la zone de Maleme, théâtre des combats les plus intenses,. Chappel entretient une communication radio avec le GHQ Middle East au Caire, mais demeure déconnecté de Bernard Freyberg, son supérieur direct. Dans la nuit du 26 au 27 mai, il sollicite, via Le Caire, les instructions de Freyberg concernant une éventuelle tentative de dégagement des routes vers l'ouest et le sud,. L'historien Antony Beevor souligne l'impraticabilité d'une telle manœuvre, compte tenu de l'état des infrastructures routières et de l'opposition allemande. Au moment de la transmission de cette requête, la bataille de Crète est déjà considérée comme perdue,. Parallèlement, les forces allemandes subissent une pression constante des miliciens crétois, malgré leurs représailles féroces. Le 27 mai, elles sont renforcées par de nouveaux parachutistes qui débarquent à Gournes.

## Évacuation des troupes alliées
Les forces allemandes parviennent à consolider leur position stratégique en s'emparant de l'aérodrome de Maleme et de la ville portuaire de La Canée, repoussant progressivement les forces alliées vers l'est et le sud de l'île. Le 26 mai, Bernard Freyberg informe le général Archibald Wavell, commandant en chef des forces britanniques au Moyen-Orient, de la situation critique et de l'impossibilité de maintenir la défense de l'île. Le 27 mai, Wavell ordonne l'évacuation des troupes alliées. La 14e brigade est désignée pour un retrait maritime dans la nuit du 28 au 29 mai, avec une fenêtre d'embarquement prévue entre minuit et 3 h du matin. Le 28 mai, vers midi, 2 000 parachutistes allemands supplémentaires débarquent à l'est de la position de la 14e brigade. Dans l'après-midi, les positions alliées subissent un bombardement intense de deux heures, durant lequel du matériel et des équipements militaires lourds sont détruits. L'opération d'évacuation navale est dirigée par le contre-amiral Rawlings et comprend trois croiseurs (Orion, Ajax et Dido) et six destroyers (Hotspur, Jackal, Decoy, Hereward, Kimberley et Imperial). Avant d'atteindre Héraklion, le croiseur Ajax est touché par une bombe, provoquant un incendie à bord. Rawlings ordonne alors que le croiseur retourne à Alexandrie. L'embarquement s'effectue sans incident majeur, et l'escadre quitte la zone à 3 h du matin, transportant approximativement 4 000 à 4 100 soldats,. Plusieurs blessés et quelques détachements chargés de maintenir les barrages routiers sont abandonnés sur place. Afin de préserver la sécurité opérationnelle, les autorités militaires britanniques choisissent de ne pas informer les forces grecques de l'évacuation, si bien qu'un seul soldat grec est autorisé à quitter l'île.
Au cours de l'opération d'évacuation, le Imperial connaît une panne de son système de gouverne vers 3 h 45, ce qui nécessite l'évacuation de son équipage et des soldats embarqués. Le navire est ensuite coulé, provoquant un retard significatif dans la progression de l'escadre. À 6 h, l'unité navale accumule un retard de 90 minutes et finit par être repérée par des avions de reconnaissance de la Luftwaffe. Durant les neuf heures suivantes, l'escadre subit une offensive aérienne massive, totalisant 400 attaques distinctes de bombardiers Junkers Ju 87 Stuka, opérant depuis la base de Scarpanto, située à moins de 140 km. À 6 h 25, le destroyer Hereward est touché et commence à sombrer. L'ordre d'abandonner le navire est immédiatement donné. Six heures plus tard, des unités italiennes de MAS procèdent au sauvetage de 165 membres d'équipage et d'environ 400 soldats. Les pertes humaines de la Hereward sont estimées à 63 membres d'équipage et approximativement 50 soldats. Les croiseurs Dido et Orion subissent également des dommages significatifs lors des bombardements. Une frappe particulièrement dévastatrice fait exploser la tourelle avant de l'Orion et déclenche un incendie à bord. Malgré l'intensité des bombardements, les navires alliés ne subissent pas de dégâts majeurs. Des chasseurs alliés fournissent une couverture aérienne cruciale durant la dernière étape du voyage. L'escadre atteint finalement le port d'Alexandrie à 20 h, plusieurs navires ayant presque épuisé leurs réserves de carburant et de munitions.

## Capitulation grecque
Le 30 mai 1941, les forces allemandes prennent le contrôle de la ville d'Héraklion. Le commandant grec Linardakis négocie et signe un acte de reddition avec le commandant allemand Bräuer, officialisant ainsi la capitulation des troupes grecques locales. Les unités grecques présentes dans la région déposent leurs armes et sont initialement transférées vers les camps de prisonniers de guerre de Maléme et de La Canée. Ces prisonniers de guerre sont peu à peu libérés au cours des six mois suivants.

## Bilan et conséquences

### Enjeu stratégique d'Héraklion
Après sa conquête par les forces allemandes, l'aérodrome d'Héraklion joue un rôle stratégique crucial dans le dispositif logistique de l'Axe. Entre 1941 et 1942, il sert de plateforme de transit pour l'acheminement de ravitaillement et de renforts destinés aux unités opérationnelles en Afrique du Nord. En juin 1942, l'infrastructure fait l'objet d'une attaque significative menée par des unités spéciales alliées, visant à perturber les capacités logistiques allemandes. Cette opération s'inscrit dans le cadre des stratégies de déstabilisation du dispositif militaire de l'Axe dans la région méditerranéenne. Dans la période d'après-guerre, l'aérodrome connaît une reconversion civile majeure. Transformé en aéroport international, il devient une infrastructure aéronautique de premier plan en Grèce. En 2018, il enregistre près de 7 millions de mouvements de passagers, confirmant son importance dans le réseau de transport aérien grec et méditerranéen.

### Bilan humain et stratégique
Au cours des combats qui se déroulent autour de la ville de Crète et de l'évacuation qui s'ensuit, la 14e brigade du Commonwealth enregistre des pertes significatives. En effet, 195 soldats perdent la vie lors des affrontements sur l'île, tandis que 224 autres décèdent pendant l'évacuation ou des suites de leurs blessures. Un nombre indéterminé de soldats périssent également lors du naufrage de l'Imperial et de l'Hereward. Un certain nombre de blessés sont abandonnés sur le sol crétois, tandis que 244 autres sont évacués à Alexandrie. Un nombre indéterminé d'hommes est fait prisonnier, incluant plus de 300 membres du régiment des Argylls qui tentaient encore de rejoindre la côte sud, ainsi qu'environ 400 hommes capturés à la suite du naufrage de l'Hereward. En outre, plus de 200 membres du personnel naval de l'Hereward sont tués, et 165 autres sont faits prisonniers,. Il convient de noter que le nombre de Grecs tués et blessés durant ces événements demeure inconnu.
Les pertes allemandes durant la bataille demeurent incertaines. Selon les estimations des historiens britanniques et australiens, elles s'élèvent à « plus de 1 000 tués » le 20 mai, et à au moins 1 250 ou 1 300 morts le 22 mai. L'historien Daniel Davin souligne la tendance à l'exagération des rapports britanniques concernant les pertes allemandes. Les archives militaires allemandes ne documentant pas systématiquement les pertes au niveau régimentaire, une estimation rigoureuse s'avère difficile. Les différentes sources historiques proposent des bilans légèrement différents concernant les pertes des parachutistes allemands. Les archives officielles britanniques mentionnent 3 022 morts et environ 1 500 blessés, tandis qu'une étude américaine de 2002 avance le chiffre de 2 818 morts et 1 505 blessés. Enfin, la version officielle du gouvernement néo-zélandais rapporte 3 077 morts, 2 046 blessés et 17 capturés. Bien que la Crète soit tombée sous contrôle allemand, les forces du Reich ont subi des pertes significatives, supérieures à celles de l'ensemble de la campagne des Balkans. Près de 200 avions de transport Ju 52 ont par ailleurs été détruits à Héraklion. Ces pertes importantes conduisent les commandements allemands à renoncer à toute opération aéroportée de grande envergure durant le reste du conflit.

### Occupation, répression et justice
L'occupation allemande de la Crète se caractérise par une répression particulièrement violente envers la population civile. Les archives historiques documentent le massacre systématique de 3 474 civils crétois, victimes d'exécutions sommaires, auxquels s'ajoutent de nombreuses autres victimes lors d'opérations de représailles et d'atrocités commises par les forces d'occupation. Le commandement allemand sur l'île est assuré par le colonel Bruno Bräuer de novembre 1942 à juillet 1944. À la fin du conflit mondial en mai 1945, le commandant de la garnison allemande procède à la reddition officielle des forces d'occupation lors d'une cérémonie à Héraklion. Dans le cadre du processus de justice internationale d'après-guerre, Bräuer est traduit devant un tribunal militaire grec pour crimes de guerre. Reconnu coupable des atrocités commises durant l'occupation, il est condamné à la peine capitale et exécuté par pendaison le 20 mai 1947, date symbolique correspondant au sixième anniversaire de l'invasion allemande de la Crète.